# Scopula scotti
Scopula scotti là một loài bướm đêm trong họ Geometridae.